# Іванов Андрій Геннадійович
Андрій Геннадійович Іванов (рос. Андрей Геннадьевич Иванов; нар. 2 вересня 1994, Санкт-Петербург, Росія) — російський футболіст, захисник.

## Життєпис
З серпня 2013 — гравець резервної команди «Зеніт-2», яка виступала в другому дивізіоні. У дорослому футболі дебютував 15 липня 2013 року в поєдинку ПФЛ Росії проти «Тосно». У 2016 році Андре Віллаш-Боаш взяв його в основну команду, і 11 травня у матчі 28-го туру чемпіонату Росії Іванов дебютував в основному складі у матчі проти «Мордовії», в якому вийшов на заміну на 89-й хвилині замість Маурісіо.
З 1 липня 2016 року виступав в оренді за «Мордовію». У липні 2017 року підписав контракт із «Том'ю». Дебютував у складі сибіряків 22 липня 2017 року у матчі з «Олімпійцем». З 7 вересня 2021 року — гравець «Зірки» із Санкт-Петербурга.

## Досягнення
«Зеніт»
- Кубок Росії
  -  Володар (1): 2015/16